# 1998 en Italie
Chronologie de l'Italie
- 1994
- 1995
- 1996
- 1997
- 1998
- 1999
- 2000
- 2001
- 2002

1996 en Europe - 1997 en Europe - 1998 en Europe - 1999 en Europe - 2000 en Europe

## Événements
- 13 janvier : Alfredo Ormando s'immole par le feu à Rome sur la place Saint-Pierre pour protester contre l'attitude de l'Église catholique envers les homosexuels[1]. Il meurt dix jours plus tard.

- 3 février : accident du téléphérique de Cavalese[2].

- 5-6 mai : un glissement de terrain dans la région de Sarno et Quindici en Campanie[3] fait 161 morts et 360 blessés.

- 25 mars : l’Italie entre dans l’Union monétaire européenne[4].

- 9 juin : échec de la Commission parlementaire bicamérale, sabordée par Silvio Berlusconi[5].

- 25 juillet : loi Turco-Napolitano sur l’immigration, ou Testo unico (it)[6].

- 9 octobre : chute du gouvernement de Romano Prodi, Rifondazione Comunista lui ayant refusé son appui d’une voix au moment du vote de la loi de finance pour 1999[4].
- 21 octobre : un ancien communiste, Massimo D'Alema, forme le nouveau gouvernement[7].

- 16 décembre : un immeuble de cinq étages de la via Vigna Jacobini s'effondre dans le quartier de Portuense  à Rome, faisant 27 victimes[8].

## Culture

### Cinéma

#### Autres films sortis en Italie en 1998
- 12 septembre : Scream, film américain réalisé par Wes Craven

#### Mostra de Venise
- Lion d'or d'honneur : Warren Beatty, Sophia Loren et Andrzej Wajda
- Lion d'or : Mon frère (Così ridevano) de Gianni Amelio
- Coupe Volpi pour la meilleure interprétation féminine : Catherine Deneuve pour Place Vendôme de Nicole Garcia
- Coupe Volpi pour la meilleure interprétation masculine : Sean Penn pour Hollywood Sunrise (Hurlyburly) de Anthony Drazan

### Littérature

#### Livres parus en 1998
- Pietro Citati : L'armonia del mondo.
- Goliarda Sapienza : L'arte della gioia.

#### Prix et récompenses
- Prix Strega : Enzo Siciliano, I bei momenti (Mondadori)
- Prix Bagutta : Giovanni Raboni, Tutte le poesie (1951-1993), (Garzanti)
- Prix Campiello : Cesare De Marchi, Il talento
- Prix Malaparte : Isabel Allende
- Prix Napoli : Gianni Riotta (it), Il principe delle nuvole (Rizzoli)
- Prix Stresa : Guido Conti - Il coccodrillo sull'altare, (Guanda)
- Prix Viareggio : Giorgio Pressburger, La neve e la colpa

## Naissances en 1998
- x

## Décès en 1998
- 3 janvier : Carlo Ludovico Bragaglia,  103 ans, réalisateur prolifique, auteur d'une soixantaine de films des années 1930 jusqu'au début des années 1960. (° 8 juillet 1894)
- 9 juin : Agostino Casaroli, cardinal italien, Secrétaire d'État du Vatican (° 24 novembre 1914).
- 9 septembre : Lucio Battisti, auteur-compositeur-interprète.

#### Articles sur l'année 1998 en Italie
- Élections régionales italiennes de 1998
- Gouvernement D'Alema I
- Diables de la région de Basse-Modène

#### L'année sportive 1998 en Italie
- Championnats d'Europe de cross-country 1998
- Championnats d'Europe de patinage artistique 1998
- Championnat d'Italie de football 1997-1998
- Championnat d'Italie de football 1998-1999
- Supercoupe d'Italie de football 1998
- Championnat d'Italie de rugby à XV 1997-1998
- Championnat d'Italie de rugby à XV 1998-1999
- Grand Prix automobile d'Italie 1998
- Milan-San Remo 1998
- Tour d'Italie 1998
- Masters de Rome 1998

#### L'année 1998 dans le reste du monde
- 1998 aux États-Unis, 1998 au Canada
- 1998 en France, 1998 en Suisse